# Нижняя Вахромеевка
Нижняя Вахромеевка— деревня в Осинском городском округе Пермского края России.

## Географическое положение
Деревня расположена в правобережной части Осинского городского округа на расстоянии примерно 1 километр по прямой на северо-запад от села Верхняя Давыдовка.

## История
До 2019 года входила в состав ныне упразднённого Верхнедавыдовского сельского поселения Осинского района. 

## Климат
Климат умеренно - континентальный. Средняя температура в зимние месяцы –10ºC. Средняя температура в летние месяцы +20ºC. Количество атмосферных осадков за год около 598 мм, из них большая часть приходится на тёплый период (июнь-июль). Средняя мощность снегового покрова – 64 см. Продолжительность безморозного периода – 114 дней .

## Население
Постоянное население составляло 6 человек (100% русские) в 2002 году, 1 человек в 2010 году. 